# 홈플러스 익스프레스
홈플러스 익스프레스는 홈플러스가 운영하는 기업형 슈퍼마켓이다.

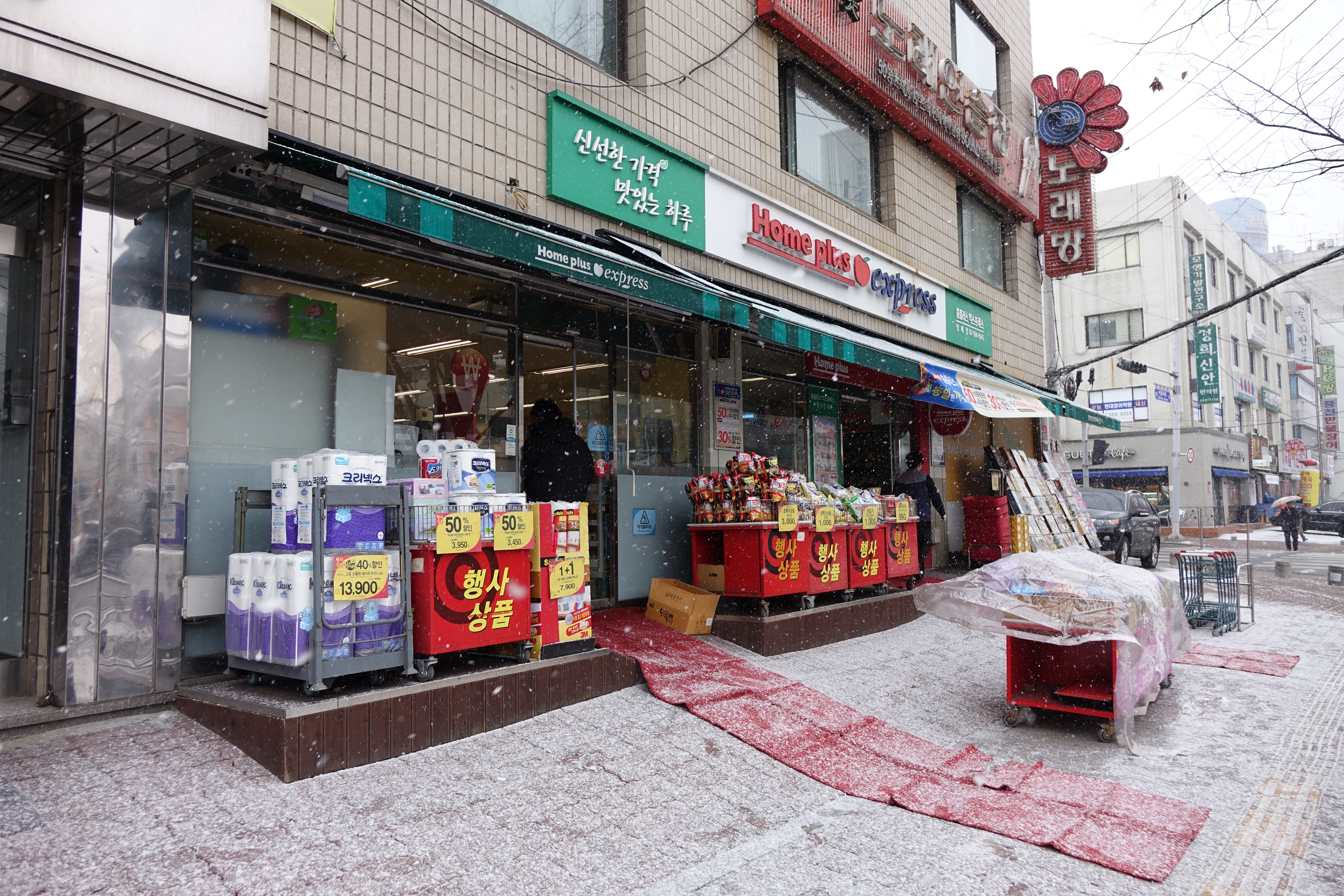
홈플러스 소형 매장

2004년 6월 '슈퍼체인 익스프레스 1호점 중계점'을 개점했다.

## 지점
| 지역명          | 점포수 | 해당 지역 점포명 |
| 서울            | 102개  | 가양점/ 가산점 / 강서점 /개롱점 / 개봉점 / 개포2점/거여점/공릉점 / 광화문점 / 구로점/구산점/구의점 /구의2점 /금호점 /금호2점/ 길동점 /길음점/ 남성점 /논현역점/당산점/ 대방점 / 대치역점/대치점/도곡점 / 도곡2점 / 도림점 / 도화점 / 등촌점 / 뚝섬점 / 망우점 / 면목점 /명륜2점/명륜점/ 목동점 / 목동2점 / 미아점 / 반포점 / 반포2점 /발산점/방배2점/ 방배점/보문점/봉천점 / 불광점 / 삼선점 / 삼성2점 / 삼전점 /상계장암점/ 상계점/상도2점/상도3점/상도점 / 상암점/서래마을점/서울내발산점/서울뚝섬2점/쌍문점/서울오류점 /서울천왕역점/ 서울회기점/서초2점/서초점 / 세곡점/송파점/숭인점 / 신길점 / 신길2점 / 신길3점 / 신당점 / 신림점 / 신사점 / 신정점 / 신정2점 / 신정3점 / 신정4점 / 암사점/ 압구정점 / 양재점 /역촌점/ 연남점 /옥수점/왕십리점/ 용강점 / 응암점 /장지점/ 잠실점 / 중곡점 /중곡2점/ 중계점 / 태릉점 / 평창점/풍납점 / 한남점 / 화곡점 / 화곡2점 / |
| 인천/경기/강원  | 171개  | 고양강촌점/고양대화역점/고양덕이점/고양마두2점/고양백마점/고양성사점/고양정발산2점/고양정발산점/고양주엽점/고양중산2점/고양토당점/고양행신2점/고양화정점/고양후곡2점/광명점/광명철산2점/ 광명철산역점 / 광명하안점 / 광명하안2점 /구리토평점/구월점/ 군포궁내점/군포부곡점/군포산본2점/군포수리산점/군포오금점/금촌점/김포고창2점/김포고창점/김포고촌점/김포수정점/김포양곡점/김포장기2점/남양주별내점/남양주별내2점/남양주진접점 /능곡점/대야점/동두천지행점/동백점/동탄2점/동탄3점/동탄점/ 마두점/매탄점/부개점/ 부천도당점 /상동2점/상동3점/상동점/상동역점/역곡점/부천중동2점 /중동3점/부천중동4점 /북변점/분당구미점/분당금곡점 /분당남판교점/분당동판교점/서판교점/미금점/정자점/분당판교점/산본점/상갈점/성남금광점/성남복정점/여수점/소하점/수내점/수원곡반정점/수원광교점/수원권선점/수원금곡점/수원매탄2점/수원신영통점/수원연무점/수원영통점/수원오목천점/수원원천점/수원이의점/수원정자점/수원천천점/수진점 /시흥매화점/시흥월곶점/시흥정왕2점/신갈점/고잔점/사동점/안산역점/암산와동점/안산월피2점/안산월피점 /안산중앙점/안산초지점/안성공도점/안양석수점 /인덕원점/안양점/안양평촌2점/안양평촌3점/안양평촌점/안양호계점/안양호계2점/양주삼숭점/연희점/오산갈곶점/오삼세교점/오정점/용인구성점/ 용인보정2점 /서천점/신봉점/죽전점/용인중동점/풍덕천점/포일점/부민락점/인창점/인천경서점/인천경서2점/인천고잔점/ 인천귤현점 /인천남촌점/인천논곡점/인천논현2점/인천논현점/인천당하점/인천마전점/인천부개역점 / 송도점/송현점/연수점/오류점/인천주안2점/인천주안점 / 인천중앙점/청라점/학익점/한화2점/한화점/장기점/중동점/중산점/탄현2점/탄현점/태안점/교하점/와동점/서정점/청북점/푸른마을점/풍동점/행신점/능동점/반월점/진안점/후곡점/무실점 |
| 대전/충남/충북  | 34개   | 괴정점/노은점 / 갈마점/관저점/관평점/노은역점/도안2점/도안점/둔산점 / 신성점/원내점/반석점 / 봉명점 / 송촌점 / 오류점 / 용문점 / 월평점 / 유천점 / 계룡엄사점 / 두정점/배방점/불당점/성정점/신방점/쌍용2점/쌍용점/청주금천점 / 성화점 / 성화2점/수곡점 /오송점/개신점/금천점/ 율량점/용암점 |
| 대구/경북, 호남 | 17개   | 감삼점 /구암2점/대곡점/상인점/ 대구용산점 / 대구침산점 / 화원점/도원점 / 용산2점 / 월성점 / 백천점/진량점/안강점/인의점 / 옥계점/망정점/서신점 |
| 부산/울산/경남  | 42개   | 광안점 / 구남점 / 기장점 / 다대포점 / 동부점 / 메트로시티점 / 모라점 / 문현점 / 부산금곡점 / 대연점/만덕점/명지점/센텀점/연제점/용호점/정관점/좌산점/하단점/부전점 / 서대신점 /좌동2점/ 좌동점 / 좌천점 / 토곡점 / 고현점/거제상동점/삼계점/어방점/마산호계점 /석전점 /신안점/물금점 / 양산삼호점 / 월영점 / 진영점 /남양점/ 구영점 / 명촌점 / 무거점 / 매곡점 / 방어점 / 천곡점 |